# 牙買加國徽
牙買加國徽為盾徽，由坎特伯雷大主教威廉·桑克羅夫特在1661年設計。白地，中間為一紅色十字，上繪有五個鳳梨。上有頭盔，花環上有一隻鱷魚。盾的兩側分別一男一女的阿拉瓦克人守護。綬帶上寫著國家格言：「出類拔萃，一個民族」。

## 歷代國徽

1875-1906
1906-1957
1957-1962
1962